# 우르줄라 베르너
우르줄라 베르너(Ursula Werner, 1943년 9월 28일 ~ )는 독일의 배우이다. 2009 독일 영화상 여우주연상 수상자이다.

## 출연 작품
- 더 가든 (2017)
- 럭키 루저 (2017)
- 타임머신 스푸트닉 (2013)
- 스탑드 온 트랙 (2011)
- 우리도 사랑한다 (2008)
- 빌렌브로크 (2005)
- 온 프러베이션 (1981)